# Kupa e Shqipërisë 1995-1996
La Coppa d'Albania 1995-1996 è stata la 44ª edizione della competizione. Il torneo è cominciato nell'agosto 1995 ed è terminato il 15 maggio 1996. La squadra vincitrice si qualifica per il primo turno della Coppa UEFA 1996-1997. Il Tirana ha vinto il trofeo per la ottava volta.

## Sedicesimi di finale
Le partite si sono giocate nell'agosto e nel settembre 1995.
| Squadra 1        | Totale    | Squadra 2         | Andata | Ritorno |
| ---------------- | --------- | ----------------- | ------ | ------- |
| Memaliaj         | 2-9       | Tirana            | 1-3    | 1-6     |
| Gramozi          | 1-4       | Teuta             | 1-2    | 0-2(a)  |
| Bylis Ballsh     | 1-6       | Partizani Tirana  | 1-2    | 0-4     |
| Durrësi          | 1-5       | Flamurtari Valona | 0-2    | 1-3     |
| Përmeti          | 3-8       | Luftëtari         | 2-3    | 2-5     |
| Butrinti         | 3-4       | Albpetrol         | 1-1    | 2-3     |
| Korabi           | 1-4       | Shkumbini         | 1-1    | 0-3     |
| Cërriku          | 1-8       | Dinamo Tirana     | 1-4    | 0-4     |
| Naftetari Kucove | 1-8       | Tomori            | 1-3    | 0-5     |
| Rrogozhina       | 1-3       | Apolonia Fier     | 1-0    | 0-3     |
| Burreli          | 2-2       | Vllaznia          | 2-2    | 0-0     |
| Pogradeci        | 1-6       | Elbasani          | 1-4    | 0-2     |
| Lushnja          | 0-5       | Besëlidhja        | 0-0    | 0-5     |
| Kastrioti        | 4-2       | Iliria            | 2-1    | 2-1     |
| Sopoti           | 2-2(rig.) | Laçi              | 2-0    | 0-2     |
| Skënderbeu       | 1-1       | Besa Kavajë       | 1-1    | 0-0     |

## Ottavi di finale
Tutte le sedici squadre della Kategoria e Parë 1994-1995 e della Kategoria e Parë entrano in questo turno. Le partite si sono giocate nel gennaio 1996.
| Squadra 1         | Totale        | Squadra 2        | Andata | Ritorno |
| ----------------- | ------------- | ---------------- | ------ | ------- |
| Kastrioti         | 1-4           | Tirana           | 0-1    | 1-3     |
| Besa Kavajë       | 0-3           | Teuta            | 0-0    | 0-3     |
| Laçi              | 3-4           | Partizani Tirana | 3-1    | 0-3     |
| Vllaznia          | 5-1           | Albpetrol        | 4-0    | 1-1     |
| Flamurtari Valona | 1-1(5-4 rig.) | Besëlidhja       | 1-0    | 0-1     |
| Luftëtari         | 2-3           | Elbasani         | 2-1    | 0-2     |
| Apolonia Fier     | 0-2           | Shkumbini        | 0-0    | 0-2     |
| Tomori            | 1-7           | Dinamo Tirana    | 1-2    | 0-5     |

## Quarti di finale
Le partite di andata si sono giocate il ?, quelle di ritorno il ?.
| Squadra 1     | Totale    | Squadra 2         | Andata | Ritorno |
| ------------- | --------- | ----------------- | ------ | ------- |
| Tirana        | 3-0       | Elbasani          | 2-0    | 1-0     |
| Teuta         | 2-2(rig.) | Vllaznia          | 1-1    | 1-1     |
| Dinamo Tirana | 3-1       | Partizani Tirana  | 2-1    | 1-0     |
| Shkumbini     | 1-4       | Flamurtari Valona | 1-0    | 0-4     |

## Semifinali
Le partite di andata si sono giocate il ?, quelle di ritorno il ?.
| Squadra 1         | Totale | Squadra 2     | Andata | Ritorno |
| ----------------- | ------ | ------------- | ------ | ------- |
| Tirana            | 4-1    | Dinamo Tirana | 1-0    | 3-1     |
| Flamurtari Valona | 3-2    | Teuta         | 1-1    | 2-1     |

## Finale
| Tirana 15 maggio 1996, ore 18:00 UTC+1       | Tirana               | 1 – 1 | Flamurtari Valona | Qemal Stafa Stadium (5.500 spett.) |
| \| \| \| \| \| \| Tiri di rigore 4 – 3 \| \| |                      |       |                   |                                    |
|                                              |                      |       |                   |                                    |
|                                              | Tiri di rigore 4 – 3 |       |                   |                                    |